# マック赤坂
マック 赤坂（マック あかさか、本名：戸並 誠〈となみ まこと〉、1948年〈昭和23年〉9月18日 - ）は、日本の政治家、実業家、民間セラピスト、美容研究家。一般財団法人スマイルセラピー協会会長、スマイル党総裁。
東京都港区議会議員（1期）を務めた。

## 人物
愛知県名古屋市出身。貧しい家で育った。1967年、愛知県立瑞陵高等学校卒業。現役時に東京大学を受験するも不合格。一浪して京都大学農学部に入学、バイオ研究に取り組んだ。1972年、京都大学農学部卒業。伊藤忠商事退社後にレアアースの輸入商社、マックコーポレーション株式会社を設立、同社社長となる。名前の「マック」は本名の誠（まこと）、「赤坂」は自身が好きな街の東京・赤坂が由来である。
一般財団法人スマイルセラピー協会会長として全国で講演活動を実施、老人介護施設等でボランティア活動を行っている。このスマイルセラピーとは、「スマイルをメイクすることでメンタルをマイナスからプラスへ、ネガティブからポジティブへ変える」トレーニング療法である。モテない人をモテモテに変える「恋愛モテモテコース」などもある。
また、政治団体であるスマイル党（旧：日本スマイル党）の代表者として国政選挙や地方選挙に出馬（いずれも落選）、大幅減税、教育再生、うつ病・自殺対策などを主張し、街頭演説中に尾崎豊や植木等の歌を熱唱したりダンスを踊るなど、独特の政治活動を行っている。政治活動によってスマイルセラピーを伝道し、政治家の持つ権限・権力でスマイルセラピーを制度化することを主な目的とした政治活動である。
2007年4月に港区議会議員選挙を皮切りに、同年の第21回参議院議員通常選挙（東京都選挙区）、2009年の第45回衆議院議員総選挙（東京都第1区）、2010年の第22回参議院議員通常選挙（東京都選挙区）に出馬するが、いずれも落選している。
まだ知名度がなかったころには、ビンや缶を投げつけられたり、蹴飛ばされたりした。
渋谷駅ハチ公口前で、スマイルダンスを交えた野外コンサートを度々行っており、その様子がYouTubeにて多数公開されている。
2013年に行われた第23回参議院議員通常選挙の期間中には京都府知事選へ、コスプレを封印し本名で出馬する事を示唆していたが、開票日当日のニコニコ生放送ライブ中継と翌日の映画「立候補」トークショーにおいて、今後は選挙活動を行わず、平和問題を中心とした市民運動に徹することを表明した。参院選後の初登院時には国会議事堂前で街頭演説を行い、山本太郎らと共にスマイルポーズを決めた。
2013年11月24日には、初めて、母校京都大学で講演会を行い、自身の大学時代や受験エピソードを語った。
2014年1月17日、引退を撤回し同年の東京都知事選挙へ出馬を表明。同日東京都庁で行われた記者会見においては撤回の理由として、「本業が芳しくなく供託金を捻出できるか分からなかったがインターネットでの期待が非常に高かった」と語っている。
2014年3月に実施される大阪市長選挙と京都府知事選挙への出馬に意欲を見せているが、選挙の日程の一部が重なるため公職選挙法の規定によって両方への出馬はできない。どちらに出馬するかはネットユーザーの投票を参考に決めるとしている。2014年東京都知事選挙に出馬した家入一真に触発されて、今回の選挙に必要な供託金をクラウドファンディングによって集めたいと述べている。また、もう一人の候補者は公募で募集する予定である。
2014年3月4日、東京・赤坂のフーターズにおいて、大阪市長選挙に向けた決起集会を行った。また、3月6日に正式に出馬することを記者会見で表明した。
3月9日、同じく大阪市長選挙に立候補している橋下徹に立候補者4人全員による公開討論会の開催を提案した。しかし、橋下に「（マック赤坂が）都構想を十分ご存じか分からない」「かみ合わない議論になったら申し訳ない」という理由で断られた。
3月12日、候補者全員による公開討論会の開催を申し込むため、大阪市北区で開かれた大阪市長候補橋下徹の個人演説会に同じく大阪市長候補である藤島利久と2人で参加した。会場において、維新側の許可を得て質問しようとしたところ、会場にいた男性に羽交い絞めにされた。マック赤坂は警察を呼び「たぶん右肩を脱臼しました。力が入りません」と訴え、救急車で搬送された。なお、実際は全治1週間の打撲であった。
3月14日、樺島正法弁護士立会いのもと、藤島利久と共同で記者会見を開き、日本維新の会のスタッフ4人を傷害罪、公職選挙法違反で大阪府警曽根崎署に告訴したと発表した。なお、マック赤坂は東京に戻ってから、日本維新の会を相手として損害賠償を求める民事訴訟を起こすと述べた。なお、4人は同年5月30日に公職選挙法違反で大阪府警曽根崎署により書類送検されたが、同年11月5日に嫌疑不十分や嫌疑なしのため、大阪地検により不起訴処分となった。
3月22日、インドの修行僧の格好にウサギの耳をつけて橋下徹の最後の演説に現れた。これに対し、橋下は「マックさんはフラストレーションがたまってるみたいなんで、勘弁してあげてください。」と笑ってやり過ごしていたが、タンバリンと「マック」コールが始まったため、「皆さん、これが民主国家の姿なんですかね」と怒った。
市長に当選したらマック赤坂から「マクド赤坂」もしくは「マクド大阪」に改名すると発言していたが、現職の橋下徹に敗れた。
4月26日には公式事務所の立ち上げをTwitter上で発表し、5月1日には事務所の公式サイトを公開した。
11月1日、2日と2日間にわたって開催された早稲田祭2014の2日目に、人物研究会主催によるマック赤坂緊急企画「ベッド・イット・ゴー」を行った。講演の第2部において公開で愛人を募集する「マック赤坂愛人コンテスト」を催したところ、学園祭の運営側からストップがかかり、中止せざるを得なくなった。
2015年2月18日には、4月26日に投開票が行われる東京都港区議選に出馬する意向を表明した。港区区議選への挑戦は2007年以来8年ぶり2度目の挑戦となる。選挙の結果次第ではこの選挙が最後の立候補になるとした。また、コスプレはせず、スーツを着て演説を行うことを表明した。しかし、羽柴誠三秀吉の死去に伴い、「羽柴先輩の遺志を継ぎたい」と2016年参院選への出馬に意欲を見せ、港区議選については「出ないかもしれない」と発言し、実際に出馬を見合わせた。

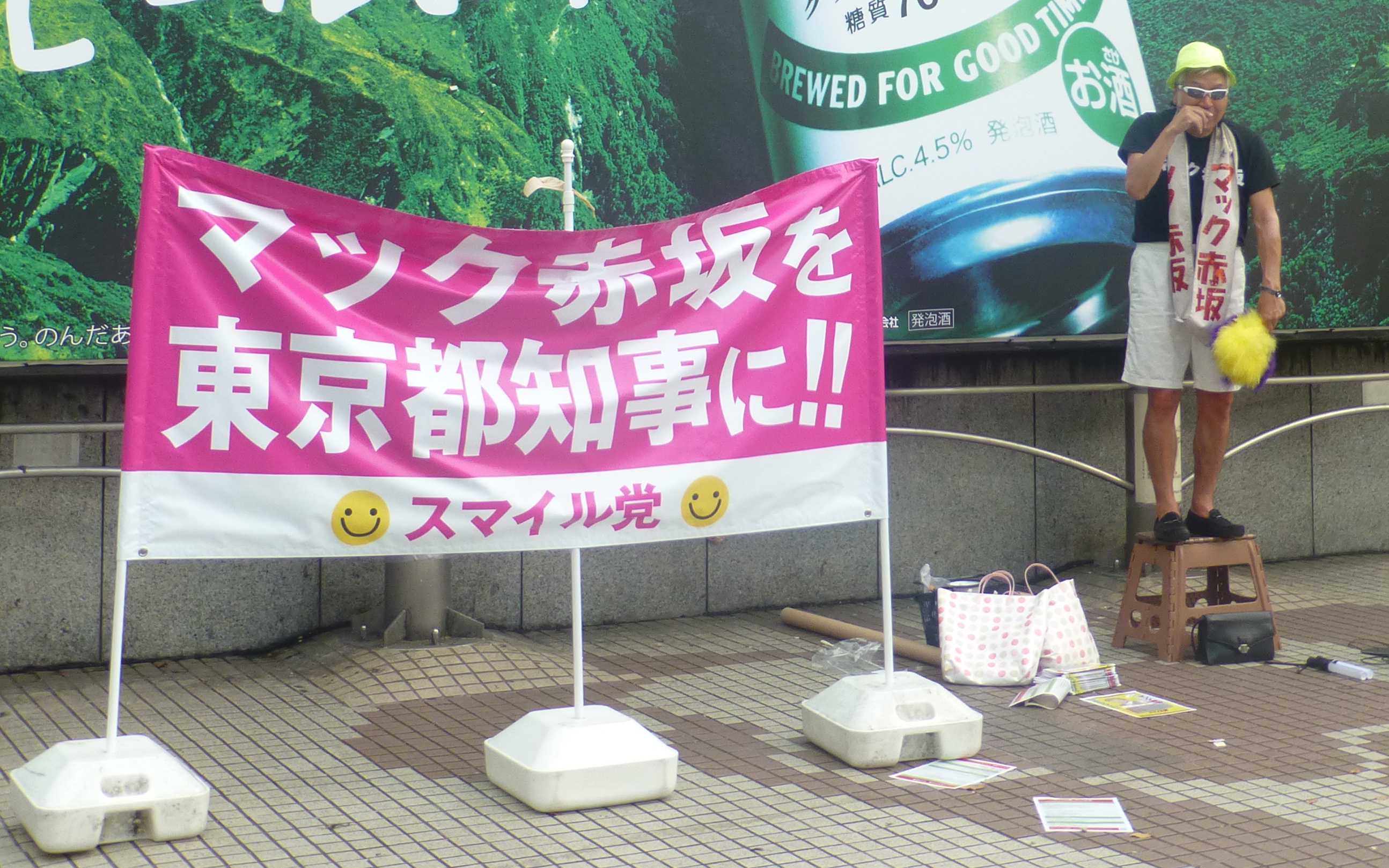
2016年、渋谷にて

2016年5月11日、自身のTwitterとFacebookで「今日東京都庁と舛添要一自宅に突入します 逮捕されたら差し入れお願いします」と予告した。海外出張費や公用車使用をめぐる疑惑が浮上していた舛添東京都知事への抗議を行うと宣言したのである。事前の予告通り、マック赤坂は抗議のために知事室に入ろうとしたが警備員の制止を受けた。その際、マック赤坂はスーパーマンのコスチュームを着用していた。その後、マック赤坂は舛添の自宅前で抗議の演説を行った。スポーツ報知によると、マック赤坂は以下のような文書を舛添に直接手渡そうとしたという（実際には舛添の秘書に渡された）。
13日には舛添が定例記者会見を行う都庁の会見場に姿を現し、その場に居合わせた報道陣に自身の見解を述べた。舛添が都知事の辞職願を提出した6月15日、マック赤坂は2016年東京都知事選挙への出馬を表明した。その日の午後に開かれた東京都議会の本会議を傍聴していたマック赤坂は「舛添さんお疲れさまでした。ゆっくりお休みください。後はマック赤坂にお任せください。」と絶叫し、警備員に取り押さえられた。
7月12日、東京青年会議所が都知事選の立候補予定者による公開討論会を開催したが、時間的な制約のために、条件を満たした候補予定者のみに参加要請を出した。条件を満たしていないマック赤坂は討論会に参加できないという状況に陥った。これに抗議するべく、マック赤坂は討論会の傍聴席で「供託金を払っているのに、登壇できないのはおかしい」と叫んだが、退出させられた。翌13日に日本記者クラブで開かれた公開討論会（増田寛也、宇都宮健児、鳥越俊太郎、小池百合子の4氏のみが参加する）では、マック赤坂は会場内に入ることすら許されなかった。
16日、銀座4丁目の交差点で演説を行っていたマック赤坂に対し、小池百合子陣営が「私たちもここで演説したい」と交渉を持ち掛けてきた。当初、マック赤坂は交差点から移動してほしいという小池側の要請を聞き入れずにいたが、最終的には小池本人と握手するまでに至った。その際、マック赤坂は「小池君、頑張って。あなたは、政党から見放されてよかった。当選したら、（つらい思いをした）メンタルが生きる。自民党でなくなった小池君は、メンタルの強さが3倍になった」と小池に激励の言葉を送った。
22日には有楽町駅前で演説を行っていた鳥越俊太郎に「主要3候補者以外のことも報道するよう、マスコミに訴えてほしい」という主旨の手紙を直接渡そうとしたが、辻元清美に「マックさん、ちょっと待って」と言われたため、鳥越への直訴は断念し、手紙は選挙スタッフに渡された。その後、JR新宿駅東口で街頭演説を行っていた小池百合子のもとを訪れたマック赤坂は、小池本人に同じ内容の手紙を直接渡すことができた。
2017年7月2日投開票の東京都議会議員選挙には無所属で世田谷区から立候補。現職の保坂展人区長からの応援を受けたものの、18人中13位で落選。
2019年4月21日投開票の港区議会議員選挙に無所属で立候補。14回目の選挙出馬となった。最後の選挙戦と位置付けた選挙で、54人中30位で初めての当選を果たした。同年5月8日、港区議会において「マック赤坂」の通名で活動するため通称届を提出し、承認された。また一人会派「スマイル党」の結成届を提出し、受理された。
議員就任当初は積極的に議員活動をしていたものの、次第に体調を崩すようになり、末期は議会欠席が目立った。2023年4月23日投開票の港区議選には出馬せず、任期満了をもって退任した。

## 政見放送
2014年3月現在、初回以外の政見放送が「スマイル党総裁マック赤坂でございます。テレビの前のみなさん、スマイル（ポーズをとる）、してますか?」という言葉で始まっている。マック赤坂は政見放送を行うにあたって、1991年東京都知事選挙における内田裕也の政見放送を30回以上見て研究した。
2007年に行われた第21回参議院議員通常選挙の政見放送では、スーツを着用し、体の動きも手と顔に留まり、いたって普通の状態で出演していた。また、自身を「スマイルドクター」であるとも述べている。「スマイル教育」によっていじめ・自殺がなくなり、日本人があいさつをするようになると主張した。政見放送の最後には「日本スマイル党に1議席だけ下さい」と呼びかけた。
2011年東京都知事選挙の際にNHKやテレビ朝日で放送された政見放送では、そのパフォーマンスをビートたけしが「東国原より面白い」と高く評価し、またナインティナインの岡村隆史やスガシカオもブログ等で取り上げるなど、各種メディアで話題となった。
2011年11月に行われた大阪府知事選挙の政見放送ではエアロビクスの衣装で登場した。京都大学を卒業したとはいえ、愛知県名古屋生まれであるにもかかわらず「こてこての関西人でおます」と述べ、関西風のイントネーションで政見放送を行った。終盤では「コマネチ」を披露し、オチの部分で「スマイルビクス」と称しスタジオを駆け回ったり踊ったりした。
2012年10月に実施された新潟県知事選挙では、総白髪になり、ブータンの民族衣装に身を包んで政見放送を行った。その際にはいつものスマイルトレーニングやメンタルトレーニングだけでなく、幸福トレーニングと称し「H=skkkp」という幸福方程式を発表した。また、政見放送中に「感謝のトレーニング」と称して新潟県、コシヒカリ、八海山に感謝した。
2012年10月29日に記者会見を開き、同年の東京都知事選挙へスマイル党から出馬表明。公約として、うつ病・自殺対策や脱原発、五輪招致反対などを挙げた。YouTubeで公開された政見放送が20万回以上閲覧されたことが話題を呼んだが、落選した。この時の政見放送は、TOKYO MXでは宇宙人のコスプレ、NHK総合テレビではスーパーマンのコスプレで出演し、フェードアウトで去るというオチもしていた。同年12月15日には新宿駅前で石原慎太郎とのやり取りもしており、その後は秋葉原に出向し、安倍晋三と麻生太郎の演説後に乱入もしていた。この時の政見放送および演説の衣装はドン・キホーテで購入したもので、都民を救うという意味でやった。
第23回参議院議員通常選挙に出馬した際には、マハトマ・ガンジーをモデルにしたと思われるコスプレをして政見放送を行ったが、これまでのようなパフォーマンスをほとんど封印し、珍しく非暴力・恒久平和等のマニフェストを口にした。「5万票を下回ったらもう出ない」という公約を掲げて選挙に臨むも、目標の得票数に届かず落選した。
2014年東京都知事選挙に出馬した際にはこれまでの選挙を振り返る形で「感謝のトレーニング」（新潟県知事選）、「スマイルダンス」（大阪府知事選）、「おもてなしスマイル」のパフォーマンスを行った。NHK総合テレビでは天使のコスプレで出演し、「机の下から登場する」「（スマイルダンス中に）たかじんたったたっ」「天使の輪が頭から落ちる」というネタを披露した。テレビ東京では、青髪のかつらをつけ、IOCの夏季東京五輪誘致時の滝川クリステルのコスプレ（マックリ）で出演した。
2016年東京都知事選挙に出馬した際の政見放送が放送される直前には、Twitterで「#スマイル祭り2016」というハッシュタグが作られるほどの盛り上がりを見せた。「スマイル党総裁マック赤坂でございます。テレビの前のみなさん、スマイル(ポーズをとる)、してますか? マック赤坂は都民を救うためにNewマックになって帰って参りました。」という導入こそ欠かさなかったものの、事前に宣言した通り、これまでのようなパフォーマンスは封印し、NHK版はグレーのスーツに赤いネクタイを、民放版は黒いスーツに赤いネクタイを着用して収録が行われた。自身の経歴に触れたときには、「命のビザで有名な杉原千畝の母校である愛知県立瑞陵高等学校を卒業したこと」と「商社マン・実業家として成功したこと」に言及した。そして、都職員の削減や都議を区議や市議が兼任する制度の導入、困窮者の救済を訴えた。しかし、政見放送の終わりに「私は実業家でございます。あのアメリカのトランプのように、異端児でございます。こんな異端児、どこにいたんじ？ ここにいたんじ！」と、駄洒落でしめた。
なお、一連の政見放送の動画はニコニコ動画等の動画投稿サイトにおいてMADムービーの素材として使われることがある。本人も一部の動画の再生を呼びかけたり、「ネガティブからポジティブになるコラはウェルカムだ！」とTwitterで発言したりするなど、好意的に評価している。
また、マック赤坂の政見放送ではほぼ毎回、「10度 20度 30度！」といういわゆる「スマイルトレーニング」を披露しており、本人はこれを「スマイル党の合言葉」とも称している。

## 公約
主な公約は以下の通りである。

### 大阪市長選
2014年の大阪市長選における公約は以下の通りである。
2014年3月4日の大阪市長選へ向けた決起集会におけるインタビューにおいて、以下のようにマニフェストを修正・整理している。

## 主張・発言
- 選択的夫婦別姓制度導入に賛同している[86]。
- 日本国憲法に「投票の義務」を設けるべきだとしている[87]。また、違反時の罰則条項を設けるべきだともしている[88]。
- 若者の投票率が低いことは社会にとって大問題であるにもかかわらず、選挙管理委員会が若者の興味を引こうとしていないことを批判している[88]。その対策の一つとして、選挙におけるインターネット投票の解禁を挙げている[89]。
- 特定秘密保護法案に賛成である[90]。
- 司法修習生への給付制に賛同している[91]。
- 大減税と「小さな政府」を目指している[92]。
- 自分は革命家であると述べている[92]。
- 自衛隊20万人のうちの半分となる10万人を「災害救助隊」に編成し、防災活動に従事させることを主張している[92]。

### 石原都政への評価
東京都知事を4期にわたって務めた石原慎太郎には否定的な見方を示している。石原の行った政策の中には「排ガス規制」のように良い政策もあったが、石原の右翼・ネトウヨ的体質は戦争を引き起こしかねないと述べた。また、クラブや漫画を規制したことに関して、「石原氏自身は、一橋大学の時に、若者が青春を謳歌する小説を書いた。自分がおじいさんになったら、若者潰しをした」と批判している。

### 2014年大阪市長選
2014年3月に行われた大阪市長選挙において、通常であれば大半の人々はパフォーマンスにしか関心を示さないのだが、政策にも耳を傾けてくれる人が少なくなかった。このことに関してマック赤坂は候補者を立てなかった政党への人々の失望に原因があると述べた上で、「政党としての資格がない。橋下いじめだよ。反対なら候補者を出して堂々と戦ったら良かった」と候補者を立てなかった政党を批判した。

### 精神医療・うつ病治療
マック赤坂は、副作用のある抗うつ薬の全面禁止を呼び掛けている。パキシルをはじめとするSSRI、向精神薬、睡眠薬の化学構造式は麻薬と同じであるため、飲めば飲むほど薬に依存することになる。つまり、うつ病を治すはずの抗うつ薬によって「身も心もボロボロになってしまう」と主張している。マック赤坂自身も親戚の女子中学生の自殺を受けて、この運動に命懸けで取り組もうと心に決めた。
また、抗うつ薬の副作用として最も恐ろしいものは「他殺」であると述べている。「アメリカの高校・大学で発生した、銃乱射事件の犯人である学生の80%が、パキシルを2年、3年、継続的に飲んだ人」であることをその根拠として挙げている。
精神科の医療はほかの分野の医療とは異なり、血圧のように数値で表せる症状がほとんどなく、自己申告に頼っているのでいい加減であると批判している。

### 大学教育に関して
2014年の大阪市長選の公約では大阪市立大学を「大阪市立スマイル大学」に改称し、2016年の東京都知事選の公約では首都大学東京を「東京スマイル大学」に改称すると明言した。その上で、スマイル学部を新設するとマック赤坂は述べている。大阪市長選の際には、大阪市立スマイル大学にスマイル学部を新設した上で、そこにスマイル学科、スマイル工学科、スマイル医学科の3学科を作り、自殺とうつ病対策の学術研究拠点とすると説明していた。

### メディアの報道に関して
メディアが選挙の候補者を主要候補と泡沫候補に選別してしまうことで、有権者が主要候補にしか目を向けなくなってしまっていると、メディアの報道に関して批判している。
こうしたマック赤坂の批判に対し、弁護士である猪野亨は、選挙のときだけ派手なパフォーマンスをするだけのマック赤坂が当選の見込みのない泡沫候補として扱われるのはやむを得ないとしている。
多くのメディアがすべての候補を平等に報道しないのに対して、ニコニコ動画は公職選挙法と日本国憲法第14条にのっとりきわめて平等な報道をしていると評価している。

### 2016年東京都知事選
7月8日、前日に都知事選への出馬の意向を表明したタレントの石田純一に関して、マック赤坂は「大歓迎。（都知事選の）注目度が上がる。投票率を上げて下さい。」と述べる一方で、「記者会見を見たけど彼、全然勉強していないねえ。参院選（国政）で表明するようなことを言っている。また『市民団体に頼まれて』と他力本願的な言い方でがっくりした。オレは4度目の出馬だけど、彼は都庁や都議会のことを何も知らないだろう。」と批判した。11日に石田が都知事選への出馬を断念した際には、「彼の姿勢には全く主体性がない。受け身なんだ。誰の支援を得られなくても何があろうとも私だったら出馬を取りやめるようなことはしない」「石田君は2、3日に渡って電波ジャックをした揚げ句に出ないなんて。泡沫の一人として許せない」と述べた。

### 2020年夏季オリンピックに関して
2020年東京オリンピックに関して、当初マック赤坂はオリンピックが国威発揚の場となることが不可避であるのを理由に開催を反対していた。しかし、開催が決まった以上は東アジア諸国の力を借りて大会を成功させる必要があると主張している。また、招致決定後に聖火台設置問題などの混乱が相次いでいることに対して、「2人（組織委員会会長の森喜朗とJOC会長の竹田恆和）とも解雇します。問題の解決能力のない彼らは日本の恥部です。都知事に解雇する権限がないって? ならば人事権を私に与えて欲しい。組織委の会長もオリンピック委員会会長も、このマックが兼任します」と述べている。
オリンピック開催期間中には世界スマイルデーの創設、笑顔でなければ入場できない施設（例：スマイルパーク、スマイル食堂）を選手村内部に建設することを構想している。

### 人生に関して
マック赤坂は人生を「究極的に言えば、人間、最後はひとりで生きて、ひとりで死ぬ。所詮は自分ひとりなんだ。人生は孤独だ」と捉えている。
座右の銘は高杉晋作の辞世の句「おもしろきこともなき世をおもしろく」である。

## スマイルセラピー

### 始まり
伊藤忠商事勤務時代に、ロサンゼルスをはじめとする海外を訪れ、海外の人たちはスマイルができるのに日本人はスマイルが下手であることに気が付いたことがスマイルセラピーを始めたきっかけであると本人は語っている。また、「商社というマテリアルを売る仕事だけで一生を終えるのではなく、メンタルにかかわる仕事もしたい」と思ったことも理由の一つであった。そして、メンタルにかかわる仕事を探したり、心理学を学んだりする中で日本ではまだ誰も試みていない「スマイルセラピー」を始めることとなった。

## エピソード
- 伊藤忠商事に勤務していたころ、アメリカへ行ってハンバーガーを食べると、よく「ビッグマック」と言われた[106]。
- 国際学士院大学 (IAE) で「医学博士号」「社会心理学博士号」を取得したと主張しているが、IAEはディプロマミルであり、学位は購入したものと見られている。
- 2013年1月22日に行われた映画監督大島渚[注 6]の告別式にサンタクロースのコスプレで参列し、焼香の際に「メリークリスマス!」と叫んだ。また、出棺の間際に会場外の路上でラジカセから音楽を流し[107]歌ったり踊ったりしたため、警察を呼ばれる事態となった[108]。本人によると、告別式での一連の行動は「自分が京大精神を受け継ぐ」という意思表示であった[109]。
- NHKで2014年東京都知事選挙の政見放送を収録する際に、当初、天使のコスプレが「道具の持ち込み」とみなされたため天使の姿での収録を拒否された。NHKの局長は東京都の選挙管理委員会に問い合わせたが解釈の相違は埋まらなかった。そこで、マック赤坂は立候補を取り止めるので、供託金300万円を返してくれと要求した。ところが、選管の委員長に「マックさんに政見放送にどうしても出てほしい」といわれた。そのため、NHKから「スタジオを飛ばない」ことを条件に許可を受け、天使の姿で政見放送を行うことができた[110][111]。
- 2014年東京都知事選挙において、18歳選挙権を目指す高校生の団体「ティーンズ・ライツ・ムーブメント」が中高生らを対象に行った模擬投票（有効投票数 4138票）の結果、マック赤坂は舛添要一（1256票 得票率約30%）に次ぐ555票（得票率約13%）を獲得した[112]。このことに関して、マック赤坂は「模擬投票までして選挙に行く中高生諸君！！ 選挙権がありながら義務を履行しないおかしな大人達から投票用紙を奪って次はマックを当選させて！！！」と自身のTwitterで述べた[113]。
- 2016年7月下旬、「アプリ『ポケモンGO』の日本配信日が遅れているのは、日本マクドナルドとの連携が原因ではないか」という憶測がネットを中心に流れた[114]。この風説を信じた人々がマクドナルドに対して怒りを露わにしたが、その一部がマクドナルドの関東での愛称「マック」からマック赤坂を連想し、マック赤坂への批判・抗議を始めた[115][116]。この騒動に対し、マック赤坂は自身のTwitterで当惑している旨を伝えている[117]。
- 打出党の新藤伸夫とは同い年で出身大学も同じ京都大学だが、学部が一緒ではなかった（新藤は理学部と文学部に在籍）ため、面識は無いという。

## 批判・評価・騒動
- 東国原英夫は2014年大阪市長選挙にマック赤坂が出馬することに関して否定的な見方を示した[118]。一方、同選挙で再選を期していた橋下徹はマック赤坂が出馬することに関して「名市長になるかもしれない。笑い顔が絶えない大阪になる」と好意的な見方を示している[119][注 7]。

- 日本弁護士連合会の会長を務めた宇都宮健児は、橋下徹が市の職員に思想調査を行ったことを問題視している。こうした橋下に関する認識において、マック赤坂と一致する部分があると述べている[120][121]。

- 東京大学教授の安冨歩はマック赤坂こそ日本社会に潜む暴力への対処法を我々に教えてくれる人物であると高く評価している。また、マック赤坂は政治という場に、ヨハン・ホイジンガの提唱した「遊び」を持ち込んだ人物だと述べている[122]。

### 2014年大阪市長選中のトラブルに関して
- 昭和女子大学客員教授である東海由紀子は、「暴力は如何なる理由があっても許せない」と前置きした上で、マック赤坂が大阪市長選における対立候補である橋下徹の個人演説会に乗り込んだことに否定的な見方を示した[123]。
- 大阪府知事で日本維新の会幹事長の松井一郎は、「マック赤坂氏はマスコミに取り上げてもらいたいだけだ。」「候補者なのだから、（橋下氏の個人演説会に来るのではなく）自分の政策を外へ訴えた方がいい。僕らは相手をしている時間もない。」と述べた[124]。
- 大阪維新の会所属の大阪府議会議員である尾田一郎は、今回のマック赤坂の行動が公職選挙法第164条の3の規定に違反するものであると指摘している[125]。
- 有権者の間でも、「救急車を呼んだのはやりすぎではないか」という声が上がっている[126]。
- 評論家の孫崎享は、脱臼の可能性のあるマック赤坂が救急車を呼んだことを問題視した日本経済新聞の記者を批判した上で、候補者が暴力を振るわれたことは民主主義を揺るがすほどのことだと述べている[127][128]。
- 公明党所属の大阪市会議員である辻義隆は、マック赤坂に暴行した男が「大阪維新の会の支援者」なのか「大阪維新の会のスタッフ」なのかはっきりさせるべきだと述べている[129]。

※参考

スマイル党関係者撮影の動画 - 

大阪維新の会撮影の動画 - 

## 経歴
- 1972年（昭和47年） - 京都大学農学部卒業、伊藤忠商事勤務[9]。
- 1997年（平成9年） - レアメタル輸入販売会社「マックコーポレーション」設立。
- 2004年（平成16年） - 財団法人スマイルセラピー協会会長
- 2006年（平成18年） - 日本スマイル党を結成し、政治活動を開始。
- 2009年（平成21年） - 政治団体の名称を現在のスマイル党に変更[130]。

## 過去の選挙結果
| 当落 | 選挙               | 執行日         | 年齢 | 選挙区         | 政党           | 得票数    | 得票率 | 定数 | 得票順位 /候補者数 | 政党内比例順位 /政党当選者数 |
| ---- | ------------------ | -------------- | ---- | -------------- | -------------- | --------- | ------ | ---- | ------------------ | ---------------------------- |
| 落   | 港区議会議員選挙   | 2007年4月30日  | 58   | ――             | 無所属         | 179票     | 0.32%  | 34   | 50/51              | /                            |
| 落   | 第21回参議院選挙   | 2007年7月29日  | 58   | 東京都選挙区   | 日本スマイル党 | 6408票    | 0.11%  | 5    | 18/20              | /                            |
| 落   | 第45回衆議院選挙   | 2009年8月30日  | 60   | 東京1区        | スマイル党     | 987票     | 0.33%  | 1    | 7/9                | /                            |
| 落   | 第22回参議院選挙   | 2010年7月11日  | 61   | 東京都選挙区   | スマイル党     | 7599票    | 0.12%  | 5    | 17/24              | /                            |
| 落   | 東京都知事選挙     | 2011年4月10日  | 62   | ――             | スマイル党     | 4598票    | 0.08%  | 1    | 9/11               | /                            |
| 落   | 大阪府知事選挙     | 2011年11月27日 | 63   | ――             | スマイル党     | 2万1479票 | 0.59%  | 1    | 7/7                | /                            |
| 落   | 新潟県知事選挙     | 2012年10月21日 | 64   | ――             | スマイル党     | 1万7884票 | 2.35%  | 1    | 3/3                | /                            |
| 落   | 東京都知事選挙     | 2012年12月16日 | 64   | ――             | スマイル党     | 3万8885票 | 0.58%  | 1    | 8/9                | /                            |
| 落   | 第23回参議院選挙   | 2013年7月21日  | 64   | 東京都選挙区   | スマイル党     | 1万2222票 | 0.22%  | 5    | 15/20              | /                            |
| 落   | 東京都知事選挙     | 2014年2月9日   | 65   | ――             | スマイル党     | 1万5070票 | 0.31%  | 1    | 7/16               | /                            |
| 落   | 大阪市長選挙       | 2014年3月23日  | 65   | ――             | スマイル党     | 1万8618票 | 4.32%  | 1    | 3/4                | /                            |
| 落   | 東京都知事選挙     | 2016年7月31日  | 67   | ――             | 無所属         | 5万1056票 | 0.78%  | 1    | 6/21               | /                            |
| 落   | 東京都議会議員選挙 | 2017年7月2日   | 68   | 世田谷区選挙区 | 無所属         | 9021票    | 2.40%  | 8    | 13/18              | /                            |
| 当   | 港区議会議員選挙   | 2019年4月21日  | 70   | ――             | 無所属         | 1144票    | 1.68%  | 34   | 30/54              | /                            |

## 出演番組

### テレビ
- 大阪ほんわかテレビ（2005年3月8日、読売テレビ）
- FNNスピーク（2005年6月7日、フジテレビ）
- はなまるマーケット（2005年11月21日、TBSテレビ）
- 脳力革命（2006年3月2日、TOKYO MX）
- めざましどようび（2006年6月10日、フジテレビ）
- 人は見た目が9割（2006年11月19日、フジテレビ）
- イッポウ（2007年2月12日、CBCテレビ）
- ピンポン!（2007年7月30日、TBSテレビ）
- スッキリ!!（2007年7月31日、日本テレビ）
- ペケ×ポン（2007年9月11日、フジテレビ）
- NNN Newsリアルタイム（2007年11月8日、日本テレビ）
- U・LA・LA（2008年2月5日、TOKYO MX）
- ありえへん∞世界（2009年6月23日・同年9月8日、テレビ東京）
- ナゼこうなった!?アノ人たちの進化論（2013年3月2日、フジテレビ）
- 橋下×羽鳥の番組(2017年1月23日、テレビ朝日)

ほか

### ラジオ
- 久米宏 ラジオなんですけど（2013年8月31日、TBSラジオ）
- 吉田照美 飛べ!サルバドール（2014年3月28日、文化放送）
- 本庄強のお笑い青年団（2014年4月6日、ラヂオきしわだ）

### ウェブテレビ
- DDT路上プロレスinフジサワ名店ビル（2018年4月27日、AbemaTV）

### CM
- 高須クリニック（2013年）

### 映画
- 立候補（2013年）

### 著書
- 『笑えばハッピー スマイルセラピー 口角10度アップであなたの人生こんなに変わる』（徳間書店、2005年）
- 『何度踏みつけられても 「最後に笑う人」になる 88の絶対法則』（幻冬舎、2013年）

## 関連書籍
- 『泡沫候補 彼らはなぜ立候補するのか』藤岡利充著（ポプラ新書、2014年）
  - マック赤坂、羽柴誠三秀吉、外山恒一の3人に焦点を当てて泡沫候補を論じた本。
- 『黙殺　報じられない"無頼系独立候補"たちの戦い』 畠山理仁著（集英社、2017年）
  - 「無頼系インディーズ候補」たちを取材した、第15回開高健ノンフィクション賞受賞作。第一章はマック赤坂について書かれている。